# البرت دالمائو
البرت دالمائو (انگلیسی: Albert Dalmau؛ زادهٔ ۱۶ مارس ۱۹۹۲) بازیکن فوتبال اهل اسپانیا است.
از باشگاه‌هایی که در آن بازی کرده‌است می‌توان به باشگاه فوتبال لوگو، باشگاه فوتبال کوردوبا، باشگاه فوتبال بارسلونا بی، باشگاه فوتبال کادیس، و باشگاه فوتبال بارسلونا اشاره کرد.
وی همچنین در تیم‌های ملی فوتبال زیر ۱۶ سال اسپانیا، زیر ۱۷ سال اسپانیا، و زیر ۱۹ سال اسپانیا بازی کرده‌است.